# Podul Iuliu Maniu (Timișoara)
Die Brücke Podul Iuliu Maniu liegt in der westrumänischen Stadt Timișoara und überquert die Bega im  II. Bezirk Iosefin. Sie liegt westlich des Wasserkraftwerks Timișoara und ist hiervon 5,52 Kilometer entfernt. Über sie wird motorisierter Individualverkehr sowie Oberleitungsbusverkehr geführt. Sie ist nach dem rumänischen Politiker Iuliu Maniu (1873–1953) benannt.
Andere Bezeichnungen der Brücke sind Podul de la Autogară, Podul de la Fabrica de Tutun, und Podul Regal in rumänischer Sprache, sowie Király hid in ungarischer Sprache. Bis 2016 trug sie den Namen Podul Muncii (Brücke der Arbeit).

## Geschichte
Die Brücke wurde ursprünglich 1913 an der Stelle einer alten Holzbrücke errichtet, die noch 1898 repariert worden war. Nahe des Bauwerks wurde die staatliche Tabakfabrik  in Iosefin betrieben, die um 1900 der größte Arbeitgeber der Stadt war. Von dieser leitete sich der ehemalige rumänische Name Podul de la Fabrica de Tutun ab. Auch der städtische Hafen und der 1914 errichtete Wasserturm in Iosefin befinden sich in der Nachbarschaft. Die leicht gewölbte Brücke wurde 1936 und 1968 verstärkt und unter Einsatz von Spannbeton 1978 umgebaut. Sie hat heute eine Länge von 72,5 Metern.